# 페베
페베는 사도 성 바울로가 로마교회에 보낸 서신에 나오는 인물이다. 
바울로는 "페베는 많은 사람을 도와주었고 나도 그에게 신세를 졌습니다."(로마인들에게 보낸 편지 16:2)라고 그녀를 평가하였다. 여성신학자들은 페베를 교회에서 행정을 담당한 부제로 보기도 한다. 즉, 봉사하는 여교우(로마 16:1)를 부제(Deacon)의 어원인 디아코노스로 해석하는 것이다.